# Arjun Mathur
Arjun Mathur (Londres, 18 de outubro de 1981) é um ator indiano, conhecido por seus trabalhos em filmes de Bollywood. Ele também particiou da série de televisão britânica, Indian Summers e interpretou o personagem principal de Made in Heaven, pelo qual foi indicado ao prêmio Emmy Internacional.

## Filmografia
| † | Filmes que ainda não foram lançados |

| Ano  | Título                        | Papel                 | Idioma       | Nota(s)                       |
| ---- | ----------------------------- | --------------------- | ------------ | ----------------------------- |
| 2004 | Kyun Ho Gaya Na               | Sumi                  | Hindi        |                               |
| 2007 | Migration                     | Imran                 | Hindi        | curta-metragem                |
| 2007 | Positive                      | Abhijit               | Hindi        | curt-metragem                 |
| 2009 | Barah Aana                    | Aman                  | Hindi        |                               |
| 2009 | Luck by Chance                | Abhimanyu Gupta       | Hindi        |                               |
| 2010 | My Name Is Khan               | Raj Burman (repórter) | Hindi        |                               |
| 2010 | Mumbai Cutting                |                       | Hindi        | curta-metragem                |
| 2010 | I Am                          | Omar                  | Hindi        | curta-metrgem                 |
| 2011 | My Friend Pinto               | Sameer                | Hindi        |                               |
| 2012 | Fireflies                     | Rana Singh Rathore    | Hindi        | [ 4 ]                         |
| 2012 | Bring On The Night            | Kabir Dalal           | Hindi        |                               |
| 2013 | Ankur Arora Murder Case       | Dr. Romesh Mathur     | Hindi        |                               |
| 2014 | Coffee Bloom                  | Dev Anand Cariappa    | Hindi        |                               |
| 2015 | Angry Indian Goddesses        | Zain                  | Hindi        |                               |
| 2015 | Waiting                       | Rajat Deshpande       | Inglês/Hindi |                               |
| 2016 | Indian Summers                | Naresh Banerjee       | Inglês       | British/American drama series |
| 2018 | Brij Mohan Amar Rahe          | Brij Mohan            | Hindi        | Netflix                       |
| 2019 | The Accidental Prime Minister | Rahul Gandhi          | Hindi        |                               |
| 2019 | Made in Heaven                | Karan Mehra           | Inglês/Hindi |                               |
| 2020 | Home Stories                  | Angad                 | Inglês/Hindi | Netflix                       |
| 2020 | The Gone Game                 | Sahil Gujral          | Hindi        | Minissérie                    |